# Чат (фільм)
Чат (англ. Chatroom) — психологічний трилер режисера Хідео Накати 2010 року.

## Сюжет
Компанія друзів-тінейджерів — Єва, Джим, Емілі і Мо — знайомляться в чаті з Вільямом — харизматичним хлопцем, який миттєво їх всіх заворожує. Для Вільяма, однак, нові друзі — привід затіяти гру. Прикинувшись, ніби хоче допомогти Джиму відмовитися від антидепресантів, він штовхає його на шлях саморуйнування.

## Створення фільму
Фільм був знятий на початку 2010 року, у Шеппертоні, графство Суррей.

## В ролях
- Аарон Тейлор-Джонсон — Вільям
- Імоджен Путс — Єва
- Метью Бірд — Джим
- Ганна Мюррей — Эмілі
- Деніел Калуя — Мо
- Меган Доддс — Грейс
- Мішель Фейрлі — Розі
- Ніколас Глівс — Пол
- Джейкоб Андерсон — Сі
- Таппенс Мідлтон — Кенді
- Офелія Ловібонд — Шарлота
- Річард Медден — Ріплі
- Алекс Блейк — Алекс Блейк
- Сара Лассез — Росбад